# كلارا إل. براون داير
كلارا إل. براون داير (بالإنجليزية: Clara L. Brown Dyer)‏ هي رسامة وفنانة أمريكية، ولدت في 13 مارس 1849، وتوفيت في 2 مارس 1931.